# مارت مریسار
مارت مریسار (استونیایی: Maret Merisaar؛ زادهٔ ۱۳ فوریهٔ ۱۹۵۸) سیاستمدار و نماینده سابق مجلس اهل استونی است.